# Robert Jóźwiak
Robert Jóźwiak (ur. w 1968) – polski lekkoatleta, specjalizujący się w biegach średniodystansowych.

## Osiągnięcia
- Mistrzostwa Polski seniorów w lekkoatletyce
  - Warszawa 1992 – brązowy medal w biegu na 800 m

- Halowe mistrzostwa Polski seniorów w lekkoatletyce
  - Spała 1993 – brązowy medal w biegu na 800 m

## Rekordy życiowe
- bieg na 800 metrów
  - stadion – 1:50,26 (Cottbus 1992)
- bieg na 1000 metrów
  - stadion – 2:24,28 (Sopot 1992)
- bieg na 1500 metrów
  - stadion – 3:46,19 (Poznań 1992)